# Geoffrey Feilding
Sir Geoffrey Percy Thynne Feilding (21 settembre 1866 – 21 ottobre 1932) è stato un generale inglese.

## Carriera
Entrò nelle Coldstream Guards nel 1888 partecipando alla Seconda guerra boera e alla prima guerra mondiale.
Comandò il 3º Battaglione del Coldstream Guards nel 1914. Continuò a essere il comandante della 149ª brigata della 1st Armoured Infantry Brigade nel mese di aprile 1915 e comandante della 1ª Brigata in quello stesso anno. Prese parte alla battaglia di Ginchy, dove molti soldati britannici morirono durante la battaglia della Somme.
Dopo la guerra divenne Maggiore Generale e Generale del distretto di Londra. Nel 1923 venne nominato generale del 56th (1 London) Division. Andò in pensione nel 1927.

## Ascendenza
|                                                              |                                    |                                           | Genitori                                   |  |  | Nonni |  |  | Bisnonni                            |  |  | Trisnonni                                                |  |
|                                                              |                                    |                                           |                                            |  |  |       |  |  | William Feilding, visconte Feilding |  |  | Basil Feilding, VI conte di Denbigh e V conte di Desmond |  |
|                                                              |                                    |                                           |                                            |  |  |       |  |  | William Feilding, visconte Feilding |  |  | Basil Feilding, VI conte di Denbigh e V conte di Desmond |  |
|                                                              |                                    | Mary Cotton                               |                                            |  |  |       |  |  | William Feilding, visconte Feilding |  |  |                                                          |  |
| William Feilding, VII conte di Denbigh e VI conte di Desmond |                                    |                                           |                                            |  |  |       |  |  | William Feilding, visconte Feilding |  |  |                                                          |  |
|                                                              |                                    | Anne Powys                                | Thomas Jelf Powys                          |  |  |       |  |  |                                     |  |  |                                                          |  |
|                                                              |                                    | Anne Powys                                | Thomas Jelf Powys                          |  |  |       |  |  |                                     |  |  |                                                          |  |
|                                                              |                                    | Anne Powys                                | Anne Cooper                                |  |  |       |  |  |                                     |  |  |                                                          |  |
| Percy Feilding                                               |                                    | Anne Powys                                |                                            |  |  |       |  |  |                                     |  |  |                                                          |  |
|                                                              |                                    | Thomas Reynolds-Moreton, I conte di Ducie | Francis Reynolds-Moreton, III barone Ducie |  |  |       |  |  |                                     |  |  |                                                          |  |
|                                                              |                                    | Thomas Reynolds-Moreton, I conte di Ducie | Francis Reynolds-Moreton, III barone Ducie |  |  |       |  |  |                                     |  |  |                                                          |  |
|                                                              |                                    | Thomas Reynolds-Moreton, I conte di Ducie | Mary Provis                                |  |  |       |  |  |                                     |  |  |                                                          |  |
| Mary Elizabeth Kitty Reynolds-Moreton                        |                                    | Thomas Reynolds-Moreton, I conte di Ducie |                                            |  |  |       |  |  |                                     |  |  |                                                          |  |
|                                                              |                                    | Frances Herbert                           | Henry Herbert, I conte di Carnarvon        |  |  |       |  |  |                                     |  |  |                                                          |  |
|                                                              |                                    | Frances Herbert                           | Henry Herbert, I conte di Carnarvon        |  |  |       |  |  |                                     |  |  |                                                          |  |
|                                                              |                                    | Frances Herbert                           | Elizabeth Wyndham                          |  |  |       |  |  |                                     |  |  |                                                          |  |
| Geoffrey Feilding                                            |                                    | Frances Herbert                           |                                            |  |  |       |  |  |                                     |  |  |                                                          |  |
|                                                              | Thomas Thynne, II marchese di Bath | Thomas Thynne, I marchese di Bath         |                                            |  |  |       |  |  |                                     |  |  |                                                          |  |
|                                                              | Thomas Thynne, II marchese di Bath | Thomas Thynne, I marchese di Bath         |                                            |  |  |       |  |  |                                     |  |  |                                                          |  |
|                                                              | Thomas Thynne, II marchese di Bath | Elizabeth Bentinck                        |                                            |  |  |       |  |  |                                     |  |  |                                                          |  |
| Henry Thynne, III marchese di Bath                           | Thomas Thynne, II marchese di Bath |                                           |                                            |  |  |       |  |  |                                     |  |  |                                                          |  |
|                                                              |                                    | Isabella Elizabeth Byng                   | George Byng, IV visconte Torrington        |  |  |       |  |  |                                     |  |  |                                                          |  |
|                                                              |                                    | Isabella Elizabeth Byng                   | George Byng, IV visconte Torrington        |  |  |       |  |  |                                     |  |  |                                                          |  |
|                                                              |                                    | Isabella Elizabeth Byng                   | Lucy Boyle                                 |  |  |       |  |  |                                     |  |  |                                                          |  |
| Louisa Isabella Harriet Thynne                               |                                    | Isabella Elizabeth Byng                   |                                            |  |  |       |  |  |                                     |  |  |                                                          |  |
|                                                              |                                    | Alexander Baring, I barone Ashburton      | Francis Baring, I baronetto Baring         |  |  |       |  |  |                                     |  |  |                                                          |  |
|                                                              |                                    | Alexander Baring, I barone Ashburton      | Francis Baring, I baronetto Baring         |  |  |       |  |  |                                     |  |  |                                                          |  |
|                                                              |                                    | Alexander Baring, I barone Ashburton      | Harriet Herring                            |  |  |       |  |  |                                     |  |  |                                                          |  |
| Harriet Baring                                               |                                    | Alexander Baring, I barone Ashburton      |                                            |  |  |       |  |  |                                     |  |  |                                                          |  |
|                                                              |                                    | Ann Louisa Bingham                        | William Bingham                            |  |  |       |  |  |                                     |  |  |                                                          |  |
|                                                              |                                    | Ann Louisa Bingham                        | William Bingham                            |  |  |       |  |  |                                     |  |  |                                                          |  |
|                                                              |                                    | Ann Louisa Bingham                        | Ann Willing                                |  |  |       |  |  |                                     |  |  |                                                          |  |
|                                                              |                                    | Ann Louisa Bingham                        |                                            |  |  |       |  |  |                                     |  |  |                                                          |  |